# Fotsiforia pookadensis
Fotsiforia pookadensis là một loài tò vò trong họ Ichneumonidae.